# Qacha's Nek Airport
Qacha's Nek Airport är en flygplats i Lesotho.   Den ligger i distriktet Qacha's Nek, i den sydöstra delen av landet, 140 km sydost om huvudstaden Maseru. Qacha's Nek Airport ligger 1 924 meter över havet.
Terrängen runt Qacha's Nek Airport är kuperad. Runt Qacha's Nek Airport är det ganska glesbefolkat, med 34 invånare per kvadratkilometer. Närmaste större samhälle är Qacha's Nek, 1,7 km öster om Qacha's Nek Airport. Trakten runt Qacha's Nek Airport består i huvudsak av gräsmarker.